# Cycas thouarsii
Cycas thouarsii R.Br. ex Gaudich., 1829 è una pianta della famiglia Cycadaceae. È l'unica specie del genere Cycas diffusa in Africa.
L'epiteto specifico è un omaggio al botanico francese Louis Marie Aubert Du Petit-Thouars (1758-1831).

## Descrizione
Ha aspetto arborescente, con fusto eretto, non ramificato o poco ramificato, che può raggiungere i 4 m di altezza.
Le foglie, pennate, di colore verde scuro, lucide, sono lunghe 150–210 cm. Presentano 90-100 paia di foglioline inserite a 180 ° sul rachide centrale. Il picciolo, spinoso,  è lungo 40–50 cm.
Come tutte le cicadi, è una pianta dioica. Le piante maschili sono dotate di un unico cono centrale, lungo circa 50 cm, fusiforme, di colore dall'arancio al marrone chiaro. Il polline si libera dalla faccia inferiore dei microsporofilli. Le piante femmine non posseggono coni ma sviluppano una rosetta di macrosporofilli pubescenti, lunghi circa 30 cm, di forma ovale-lanceolata, gialli, sul bordo delle quali si sviluppano gli ovuli, in numero da 2 a 6.
I semi, ovoidali, sono lunghi 50–60 mm, di colore arancio-bruno.

## Distribuzione e habitat
Questa specie, l'unica del genere Cycas presente in Africa, è diffusa soprattutto nelle regioni costiere del Madagascar, specie sulla costa orientale, e delle Comore. Si ritrova anche in aree costali circoscritte dell'Africa orientale, dalla Tanzania (isola di Pemba) al Mozambico.
Predilige siti in prossimità delle coste, con terreni calcarei di origine corallina.